# بين واربورتون
بين واربورتون (بالإنجليزية: Ben Warburton)‏ (1864 في المملكة المتحدة - 1943) هو لاعب كرة قدم بريطاني (وحمل سابقاً جنسية المملكة المتحدة لبريطانيا العظمى وأيرلندا) في مركز الوسط. لعب مع نوتس كاونتي.